# 黄永祚
黄永祚（韓語：황영조，1970年3月22日—），韩国前男子马拉松运动员。他曾获得1992年夏季奥运会男子马拉松金牌和1994年亚洲运动会男子马拉松金牌，成为二战后首位获得奥运马拉松金牌的韩国选手。

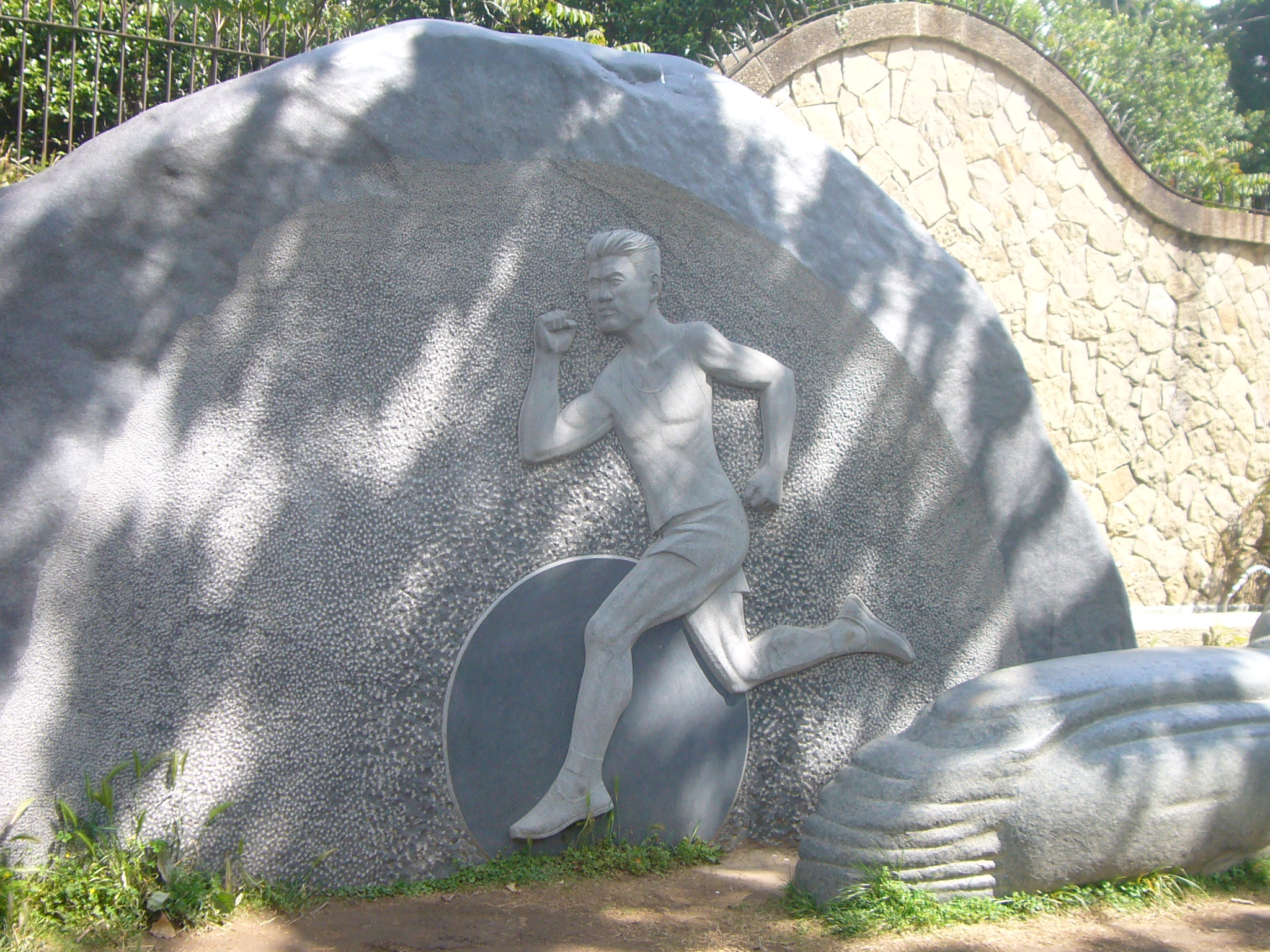
黄永祚纪念碑，位于巴塞罗那奥林匹克体育场前，设立于2001年